# Cophogryllus brevipes
Cophogryllus brevipes är en insektsart som beskrevs av Lucien Chopard 1933. Cophogryllus brevipes ingår i släktet Cophogryllus och familjen syrsor. Inga underarter finns listade i Catalogue of Life.